# Млачиште
Млачиште (серб. Млачиште) — населённый пункт в общине Црна-Трава Ябланичского округа Республики Сербии.

## Население
Согласно переписи населения 2002 года, в селе проживало 29 человек (все сербы).
| Численность населения | Численность населения | Численность населения | Численность населения | Численность населения | Численность населения | Численность населения | Численность населения |
| 1948                  | 1953                  | 1961                  | 1971                  | 1981                  | 1991                  | 2002                  | 2011                  |
| --------------------- | --------------------- | --------------------- | --------------------- | --------------------- | --------------------- | --------------------- | --------------------- |
| 474                   | 486                   | 377                   | 234                   | 118                   | 57                    | 29                    | 20                    |

## Религия
Согласно церковно-административному делению Сербской православной церкви, село относится к Предеянскому приходу Власотинацкого архиерейского наместничества Нишской епархии.